# Фригија
Фригија или Брегија (антгрч. Φρυγία [, модерно ]) је регија у средишњој Анадолији (данашња Турска) односно назив за древно краљевство које се у античко време протезало овом регијом. Према Херодоту, Фригијци су у раној историји живели на југу Балкана где су се звали Бригијци или Бриги, но у 2. миленијуму пре нове ере су прешли преко Дарданела и населили Малу Азију. Као разлози за пресељења наводе се добри односи са богатим градом Тројом којем су Фригијци били савезници. Фригијом су у античком периоду освајале многе моћне државе попут Хетитског краљевства, Персијског царства, те Римског царства. Претпоставља се како је аутохтони фригијски језик изумро у 7. веку. Главни град је прво био Келени, а од око 10. века п. н. е. — Гордион.

## Назив
Назив „Фригија” потиче од имена Фриги или Бриги – народа који се са територије јужног Балкана доселио око 1200. године пре нове ере. Од присаједињења дела Фригије Ликаонији и Галатији, такозвана Велика Фригија је означавала област (њене границе су се донекле промениле), окружену Каријом, Лидијом, Мизијом, Битинијом, Галатијом, Ликаонијом и Писидијом; Мала или Хелеспонтска, или Епиктетанска Фригија се звао обални појас јужно од Хелеспонта и Препонтиса. Постојала су још два назива за Фригију: „Планина Фригија“, са главним градовима Тирија и Филомелија, и „Пизидска Фригија“, са градом Пизидијском Антиохијом. У Византијском царству постојала су имена Фригија Прва и Фригија Друга. Када је подељена на теме, назив "Фригија" је нестао, а постао је део тема Опсики и Анатолик. Фригијски народ, након насељавања у западну половину Мале Азије, формирао је посебну државу. Подаци о два фригијска краља, Миди и Гордији, сачувани су до нашег времена.

## Географија
У Фригији је био извор реке Сангарије (Афјонкарахисар). Топоним Хелеспонтска Фригија указује да је Хелеспонт (Дарданели) био северозападна граница региона, што потврђује и чињеница да су Фригијци учествовали у Тројанском рату. На југу се граничио са Писидијом у планинама Таурус (Антиохија Пизидијска). Источна граница Фригије била је река Халис, али се у време њеног процвата моћ Фригијаца протезала до Асирије. На југозападу од земаља егејске обале (Лидија, Јонија, Карија) Фригију је одвајала река Херм. Страбон је веровао да је Галатија настала из земаља Фригије, где су се Галати населили. Фригији је припадао и горњи ток реке Меандар.

## Историја

### Долазак Фригијаца
Порекло индоевропског народа Фригијаца није јасно – највероватније је у северозападни део Анадолије дошао са полусотрва Хелм (Балкан) са територија Македоније или Тракије. Према древним митовима, Фригијци су помогли Троји у рату са Грцима. Дакле, према Херодоту, Фригијци су мигрирали у Малу Азију из Македоније у време Тројанског рата. Савремени научници такође имају тенденцију да траже прадомовину Фригијаца у југоисточној Европи.
Према народном веровању, Фригијско краљевство је основано још у 2. миленијуму пре нове ере. и одиграо је значајну улогу у паду Хетитског краљевства. Тако су Фригијци могли стићи у Малу Азију у склопу најезде „народа с мора“, око 1200. године пре нове ере. Међутим, данас многи научници имају тенденцију да ову миграцију ставе два или три века касније од распада царства.
Од краја 12. века п. н. е. Асирија је постала главни противник Брига, који је обуставио њихов покрет у региону Горњег Еуфрата. Крајем 8. века п. н. е. Фригијци су дошли у сукоб са Битињанима и Мизијанцима који су се доселили из Европе.

### Успон Фригије
Фригија достиже границу територијалног ширења у 8. веку пре нове ере., у исто време су се појавили и први натписи на фригијском језику. Докази да су Фригијци већ отишли даље од својих првобитних земаља пронађени су на јужној тачки окуке реке Галис у хијероглифском натпису на лувском језику цара Гордија, који себе назива „краљем Истока и Запада“. Фригијске границе дошле су у додир са Асиријом на југоистоку и Урартуом на североистоку.
Из истог времена датирају ископане грађевине и хумке фригијске престонице Гордиона у долини реке Сангарије (Сакарија). Име Гордион је изведено од имена Гордије, који је словио за оснивача Фригије као велике силе. Према древној легенди, када је краљевство остало без владара, Фригијци су се обратили пророчишту за савет кога да изаберу за краља. Пророчиште је предвидело да треба да изаберу онога кога су први пут срели идући колима на путу до Зевсовог храма. Овај човек се показао као једноставан орач Гордије. Поставши краљ Фригије, у цитадели престонице коју је основао, поставио је кола, захваљујући којима је дошао на власт., заплевши јарам кола најсложенијим чвором дрена. Према легенди, веровало се да ће особа која може да размрси овај „Гордијев чвор“ постати владар целе Азије; Александар Велики, који је посетио Гордион 334. п. н. е. и једноставно га разрешио пресекавши га.
Поред Гордије, уобичајено име фригијских краљева било је Мидас или Мида, како је звучало у грчким изворима. Мида из древне митолошке традиције сматран је сином Гордија и богиње Кибеле, која је својим једним додиром све претворила у злато. Ова легенда је могла да објашњава брз раст богатства Фригије због доминације над богатим налазиштима злата Лидије на реци Пактол, откривеним у постхетитском периоду.
Историјски владар са именом Мида/Мита (помињу га, с једне стране, класични писци попут Страбона, ас друге стране, у асирским хроникама; владао од 720. до 695. п. н. е. по Јевсевију и до 676. п. н. е. по Јулију Африкану) био је први од негрчких краљева који је донео дар заједничком грчком светилишту у Делфима; имали су златни престо. То се објашњава њеним тесним везама са грчким (еолским и јонским) политикама које су биле у орбити фригијског утицаја; принцеза једног од ових градова-држава постала је жена фригијског краља. О грчко-фригијској трговини сведоче налази у Грчкој. У Фригији су цветали металуршки, ткачки, дрвопрерађивачки и други заната, који су у Фригију стигли из Урартуа.
Успон асирске моћи под Саргоном II приморао је Миду, краља Руса I од Урартуа и последње независне градове-државе Северне Сирије да се покоре. Године 718.-717. п. н. е. Мида је послао фригијске одреде на Средоземно море, али су их Асирци поразили, осим тога, Фригија је имала новог непријатеља - Кимеријце из евроазијских степа. Асирски натпис из 709. п. н. е. помињући Миду, сугерише да је до тог времена било успостављено примирје између Фригије и Асирије.

### Пад Фригије
670-их година п. н. е. Фригију су напали Кимеријци. Непосредно пре тога, урартски краљ Рус II водио је поход против Фригије, Мелитене и Халда (око 675. п. н. е.), што је несумњиво ослабило Фригијце пред степским номадима. Већ око 670. године п. н. е. фригијска држава је пропала под ударима Кимера, а главни град Фригије Гордион је уништен. Краљ Мида (не зна се да ли исти), поражен од Кимерана, извршио је самоубиство пијући бикову крв. Иако је око 660. п. н. е. Асирија уврстила Фригију међу своје „провинције“, прави господари земље остали су Кимеријци, који су заједно са Трерима који су напали из Тракије пустошили земљу више од две деценије (по Страбону).
Почетком 7. века п. н. е. део Фригије освојио је лидијски краљ Гиг, а средином 6. века п. н. е. цела Фригија је била у поседу Креза, уз задржавање извесне аутономије. Од њега је прешла у руке Персијанаца, од Персијанаца до монархије Александра Великог. Након Александрове смрти, Фригија је прво пала под власт Антигона Једнооког, а затим Лисимаха и Селеукидима. Године 275. п. н. е. доживео је инвазију Галата, а затим је пао под Пергамско краљевство (189. п. н. е. - Еумен из Пергама), неко време је био под влашћу Митридата Понтског и, коначно, пао под власт Римљана (133. п. н. е.). Римљани су прво формирали засебну провинцију од Фригије, али су је потом, још у време Републике, укључили у провинцију Азију. Од тада се историја Фригије спаја са историјом остатка Мале Азије.

### Опште карактеристике
Фригијска држава развила се након пада Хетитског царства до средине 12. века (Новохетитске државе). Сматра се да је обухватала групе које су долазиле са запада из Тракије и источне Анадолије. Центар државе био је Гордион који се налазио у области Анкаре. Територија државе Фригије није поуздано утврђена. Налази керамике и натписи сугеришу да се простирала од подручја сланих језера до Кападокије. Фригија је одржавала блиске везе са другим новохетитским државама у јужној Кападокији, пре свега са Тијаном. Такође, склапала је трговачке споразуме и са моћним Асирским краљевством. Фригијски натписи, још увек недовољно истражени, деле се у две групе: старофригијске и новофригијске. Старија група обухвата период од 8. до 3. века пре нове ере. Новија група започиње 3. веком нове ере након јаза од неколико векова. Писмо које се употребљавало у Фригији слично је грчком алфабету.
У Фригији је, по свој прилици, пронађено злато, о чему сведоче локалне легенде о Миди. Фригијски народ се углавном бавио пољопривредом; стари фригијски закон прописивао је погубљење за убијање вола или за оштећење пољопривредног оруђа; Према легенди, први краљ је био једноставан сељак који је имао само два вола. Уз земљорадњу, захваљујући богатим пашњацима, развијено је и сточарство: фригијска вуна и сукно били су познати и у римско доба.
Трговина, која је почела да се развија под Персијанцима, достигла је значајан степен просперитета у време Римског царства: у Хијерапољу, у унутрашњости Фригије, један фабрикант је наредио да се на његовом гробу упише да је 72 пута путовао у Италију током његов живота. Упркос персијским, македонским, хеленским и римским утицајима, Фригија је чак иу римско доба имала своје новчиће, а фригијски језик је још увек био очуван (до 6. века нове ере).
Најзначајнији су: Келени, древна престоница Фригијског краљевства и главни град Велике Фригијске сатрапије за време владавине Персијанаца, на извору Меандра; Колоси (Кхона), Кидрара, касније Хијерапољ, Пелти, Кајструпедион, Дорилеј и Котија, у време Селеукида Апамеја-Кибот, а у време Римљана – Лаодикија, Аполонија, Селевкија, Синада, који су стајали на караванском путу. од малоазијских обала до средњег Еуфрата. Нарочито је занимљив обичај Фригијаца да живе у стенама и да у њима изрезују читаве градове. У античко доба у Фригији је био познат фригијски култ Астарте, позајмљен од сиро-феничанских племена. Главни богови Фригије су Багај, богиња мајка Амма (Кибела), Агдистис и Сабазиос.
Део Фригијаца је током владавине Фоке мигрирао у Кападокију. Јосиф Флавије потомке Ашкеназа назива Астаназовцима, уз напомену да су их Грци његовог времена називали Фригијцима.

### Култура
Фригијска одећа била је дугачка туника са панталонама и шиљатом капом (међутим, „фригијска капа“, која је касније постала симбол Велике Француске револуције и слободе, очигледно није била локалног порекла, већ се појавила заједно са Кимеријцима или другим освајачима ). Такође су им биле познате рукавице и кабанице. Најпознатији култ у Фригији био је култ Кибеле.

### Језик
О фригијском језику сведоче натписи направљени посебним писмом сродним старогрчком из 8. века пре нове ере. У историји језика разликују се два периода - старофригијски (8—5. век пре нове ере) и новофригијски (1—3. век н.е.). Фригијски језик се последњи пут помиње као живи језик у изворима из 5. века нове ере., али постоје сугестије да је језик коначно замро тек после арапске инвазије у 7. веку нове ере. Из старофригијског периода сачувано је око 340 натписа, од којих је око 250 пронађено у околини Гордиона. Пронађено је 113 нових фригијских натписа, скоро сви су епитафи, праћени клетвама на рачун могућих скрнавитеља и пљачкаша гробова. Најдужи древни фригијски натпис састоји се од 285 слова. Осим тога, фригијске речи су посведочене у облику глоса у старогрчким изворима, првенствено код Исихија, и као позајмљенице у натписима на грчком језику у Фригији.
Научно проучавање фригијског језика почело је 1820-их. У оквиру грчко-фригијске хипотезе, према мишљењу једног броја научника, попут Ј. В. Откупшчикова, језик старих Фригијаца је најближи старогрчком језику. Има више заједничких карактеристика са старогрчким него са другим индоевропским језицима.
Херодот (Историја 2.2) помиње најстарији „језички експеримент“ који је наводно спровео египатски фараон Псамтик I, да би открио који је од језика најстарији, наредио је да се две новорођене бебе лише комуникације са људима док не буду изговорио прву реч; прва реч деце била је „бекос”. У фригијском језику реч „бекос“ је значила „хлеб“, па је фараон признао фригијски језик као најстарији.

#### Фригија у делима историчара
У свом делу „Поломанија” Херодот наводи:
”А младићи дођу у други крај уз Македонију и настане се у близини такозваних вртова Миде, сина Гордијева”. О Бригима или Брегима, односно Фригима и њиховим родовима (апелативима) код других народа, а на простору Европе и Азије, Јован Деретић каже: „Један од важнијих Јафетових синова из Изорода (Књига Постања) је Гомер који има и три своја сина. То нам одмах говори да је земља Гомерова једна од важнијих земаља. Што се тиче одређивања места земље Гомер, историчари се слажу да је то Фригија. Херодот наводи: ”Фрижани, кажу Македонци, звали су се Брижани (Бруги) све док су живели у Европи, док су били заједно са Македонцима, а када су прешли у Азију, са променом земље променили су и име у Фриге”. Двојност овог имена, прво Бруги па Бриги, истиче и Милан Будимир. У Изороду Фригија се назива Гомером, а објашњење налазимо у асирским записима. Рагозин каже да асирски записи помињу народ ''Гимерај'', што су Кимери, односно јеврејско Гомер. Асирски цар Есархадон (681 - 668. г. п.н.е) бележи да је одбио напад и поразио ”Тиуспа Гимера”- а који је погинуо у борби и сва његова војска је мачем уништена. „Гумира” је асирско име за један лутајући народ кога обично помињу као Кимере, а који је сродан Медима. Рагозин овде мисли на аријевску расу. Несумњиво је да је јеврејско име за Фригију - Гомер, настало од асирског „Гумирај”. Каснија истраживања показују да Јевреји, када говоре о Гомеру и његовим синовима, мисле на народ трако-фригијски са предела јужно од Црног мора, коме ови Кимери такође припадају и који су дошли као освајачи, каже Рагозин. Најранији помен Фригије потиче из времена Сербоновог похода. Код Јевсевија налазимо податак да је Тантал владао Фригијом, старом Меонијом, око 1350. п. н. е. После Тантала настаје владавина династија Мита и Гордија. Њихова владавина ћe потрајати више од шест векова и за то време је Фригија била надмоћна држава у Малој Азији, а у 9. веку п. н. е. суверено је владала Средоземљем и Црним морем. За Јерменију Херодот каже да је она фригијска сеобина. Ако је то већ био случај са Јерменијом, онда нема никаквог разлога да се не верује да су Фрижани имали насеља и на северним обалама Црног мора, на којима се појављују Кимери. Јевсевијанаводи да су Кимери и Амазонке упали у Малу Азију 1076. п. н. е. Гарстанг каже да су Мушки на челу са царем Митом били први Фрижани из Тракије који су освојили Хатушку царевину. Њихово име је прочитано у асирским записима као ''Муски''.

### Краљеви Фригије
У саставу Хетитске државе око 1800 - 1250. п. н. е.
- Нанак до 1529/1526. п. н. е., владао до Деукалионовог потопа.
- Непознат број краљева
- Гимант
- Плуто (краљица)

#### Династија Танталида
- Тантал пре 1300. п. н. е.
- Пелоп око 1300. године п. н. е.
- Телеутант око 1300. п. н. е.
- Димант око 1275. године п. н. е.
- Одри око 1250. године п. н. е.
- Акмон око 1200. године п. н. е.
- Мигдон око 1190. године п. н. е.
- Један или више краљева.

#### Династија Гордија
- Гордије I
- Мида I
- Гордије II
- Мида II
- Гордије III ((?) Гурдус, (?) Кертис "Краљ Истока и Запада") в. 850 - 738. п. н. е.
- Мида III ((?) Мит-та "краљ мува") око 738 - 695. п. н. е.
- Гордије IV око 695-670. п. н. е.

##### Под влашћу Кимераца око 695 - 626. п. е.
- Мида IV око 670. п. н. е.

##### У саставу Лидије око 626 - 590. п. е.
- Мида V око 590-570. п. н. е.
- Гордије V око 570 - 546. п. н. е.

Краљевство је укинуто и ушло је у састав Персијског царства око 546-334. п. н. е.